# 華盛頓鎮區 (內布拉斯加州哈倫縣)
華盛頓鎮區（英語：Washington Township）是位於美國內布拉斯加州哈倫縣的一個行政鎮區。

## 地方資料
華盛頓鎮區的面積為93.23平方千米，皆為陸地。根據2020年美國人口普查的數據，當地共有人口47人，而人口密度為每平方千米0.5人。